# Marie Kateřina Strozziová
Marie Kateřina z Khevenhülleru, provdaná hraběnka Strozziová (německy Maria Katharina Strozzi, 1633 – 3. ledna 1714) byla rakouská šlechtična a zakladatelka jednoho z vídeňských předměstí, které bylo po ní pojmenováno Strozzigrund (Strozzengrund), dnes součást 8. vídeňského okresu Josefstadt.

## Život

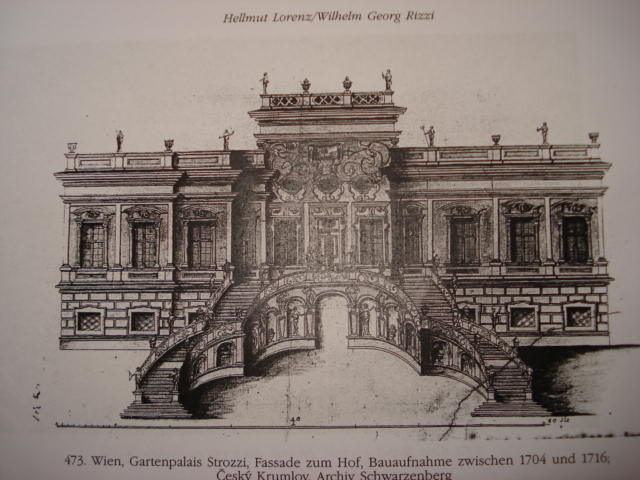
Palác hraběnky Strozziové

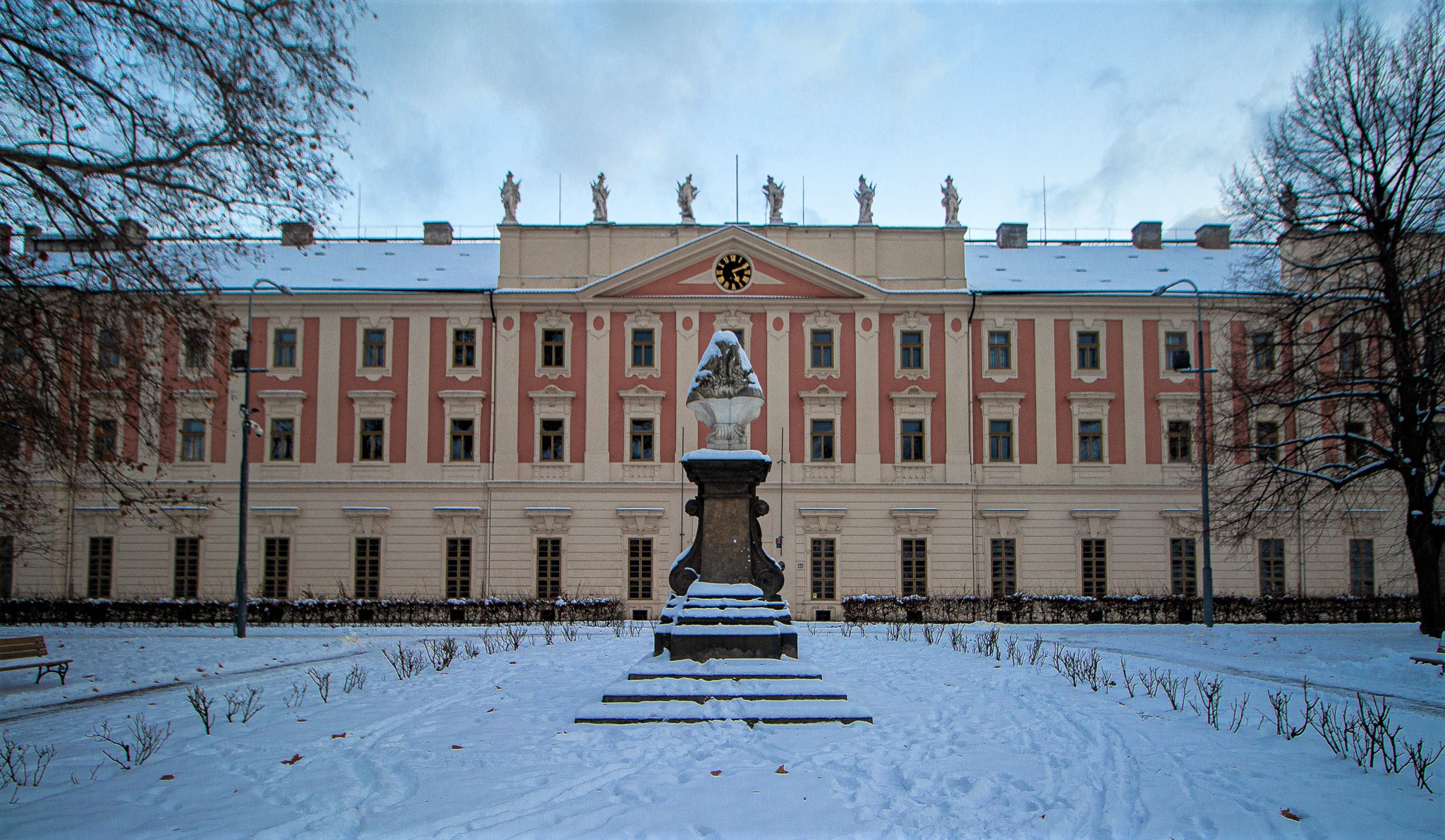
Invalidovna v pražském Karlíně

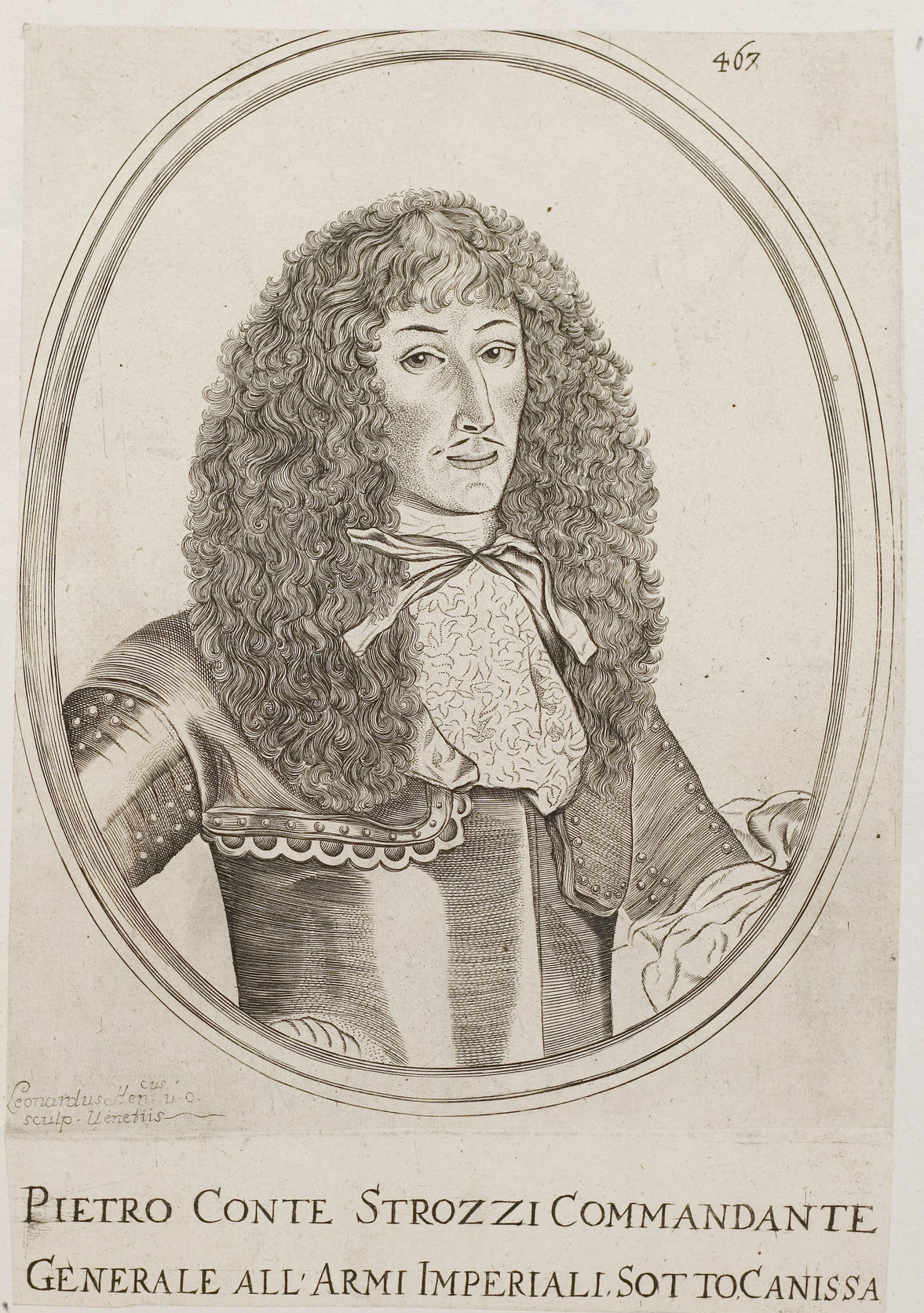
Petr Strozzi, hrabě ze Schrattenthalu (1626–1664), císařský polní podmaršálek, manžel Marie Kateřiny

Marie Kateřina se narodila jako dcera říšského hraběte Františka Kryštofa z Khevenhülleru, z frankenburské linie tohoto korutanského rodu, do hraběcího stavu povýšeného teprve roku 1607, a jeho manželky Barbory Teuffelové z Gundersdorfu. Měla bratry Matyáše a Františka Kryštofa.
Marie Kateřina byla dvorní dámou císařovny a v roce 1654 se provdala za českého šlechtice Petra Strozziho (1626 – 1664) hrabě ze Schrattenthalu. Pocházel z florentského patricijského rodu Strozziů, službách císaře Ferdinanda III. postupně dosáhl hodnosti generála a polního podmaršálka. Velitelem pěšího pluku byl již ve 30 letech. V roce 1660 byl vyslán jako diplomat na misi u braniborského kurfiřta a velel v boji jako generální polní strážmistr. Později, jako polní podmaršál, byl pověřen diplomatickým jednáním v Paříži. V roce 1664 úspěšně velel pěchotnímu pluku ve válce proti Turkům u Čakovce, 7. června jej však zasáhla zbloudila kulka, ve chvíli, kdy konal defilé před svými nastoupenými vojáky.
Na základě jeho závěti vznikla Vojenská invalidní nadace Petra hraběte Strozziho, na kterou měl být převeden veškerý majetek hraběte v případě, že by Strozzi neměl dědice. Veškerý majetek, kromě menší části k zaopatření vdovy Marie Kateřiny, byl nadaci převeden šest let po smrti hraběte.
Po smrti svého manžela se Marie Kateřina již znovu neprovdala a dohlížela na vykonávání jeho poslední vůle. Roku 1702 zakoupila pozemky v Lerchenfeldu, kde si nechala vybudovat malé letní sídlo, palác Strozziů. V roce 1704 byly její pozemky císařem Leopoldem I. prohlášeny za svobodné panství, čímž byl položen právní základ pro vznik pozdějšího samostatného předměstí.
Marie Kateřina hraběnka Strozziová zemřela 3. ledna 1714 a její smrtí vešla v platnost závěť Petra Strozziho, která, stejně jako její manžel, odkázala veškeré své statky nadaci válečných invalidů. Z prostředků nadace tak více než šedesát let po smrti Petra hraběte Strozziho byla v pražském Karlíně započata výstavba Invalidovny a o dalších 200 let později byl v Hořicích postaven invalidní azyl pro vysloužilé důstojníky a vojáky.
V roce 1746 strozziovské panství odkoupilo město Vídeň a následně zde bylo vytvořeno předměstí, které bylo na počest původních vlastníků pojmenováno Strozzigrund. V roce 1862 byla po hraběnkce Strozziové pomenována ulice Strozzigasse v 8. městském okrese Josefstadt.